# 胶东革命烈士陵园
胶东革命烈士陵园，旧称桃村革命烈士陵园、英灵山革命烈士陵园，位于中华人民共和国山东省烟台市栖霞市桃村镇英灵山的一座革命遗址及革命纪念建筑物，属山东省文物保护单位、全国重点烈士纪念建筑物保护单位、国家级抗战纪念设施。

## 历史
1945年5月1日，胶东抗日烈士纪念塔破土动工。日本宣布无条件投降的8月15日，纪念塔建成，为表纪念，胶东区行政公署曾特地颁发了一枚纪念章。11月7日，举行纪念塔落成典礼，包括胶东区党委书记林浩、胶东军区司令员许世友等在内的与会军民有近10万人。同月，烈士纪念堂开始筹备。1946年4月23日，纪念堂动工，11月3日竣工。
1977年12月23日，英灵山烈士陵园被山东省人民政府公布为“省级重点文物保护单位”。1988年1月5日，英灵山烈士陵园被山东省人民政府公布为“省级重点烈士纪念建筑物保护单位”。1989年8月20日，英灵山烈士陵园被国务院批准为全国第二批“重点烈士纪念建筑物保护单位”。2014年8月24日，胶东革命烈士陵园被国务院列入“第一批国家级抗战纪念设施、遗址名录”。